# Monestir de Timotesubani
El monestir de Timotesubani inclou un complex monàstic medieval (en georgià: ტიმოთესუბანი); pertany a l'Església ortodoxa georgiana i està situat a la localitat del mateix nom, a Borjomi Gorge, regió de Samtskhe-Javakheti, a Geòrgia.

## Història
El conjunt consta d'una sèrie d'estructures construïdes entre els segles XI i XVIII, de les quals l'església de la Dormició és l'edifici més gran i artísticament exquisit, construït durant l'«Edat d'or» de la Geòrgia medieval sota ordres de la reina Tamara de Geòrgia (r. 1184-1213). Una inscripció contemporània commemora el noble georgià Salva d'Akhaltsikhe com a patró de l'església.

## Descripció
L'església té un disseny de planta de creu amb cúpula construïda en pedra rosa, amb tres absis que es projecten cap a l'est. La cúpula descansa sobre dos pilars i lleixes de l'altar, col·locades lliurement. Posteriorment, es van agregar dos portals, a l'oest i sud. Té 20 m de llarg, 13,8 m d'amplada i 21,5 m d'alçada.

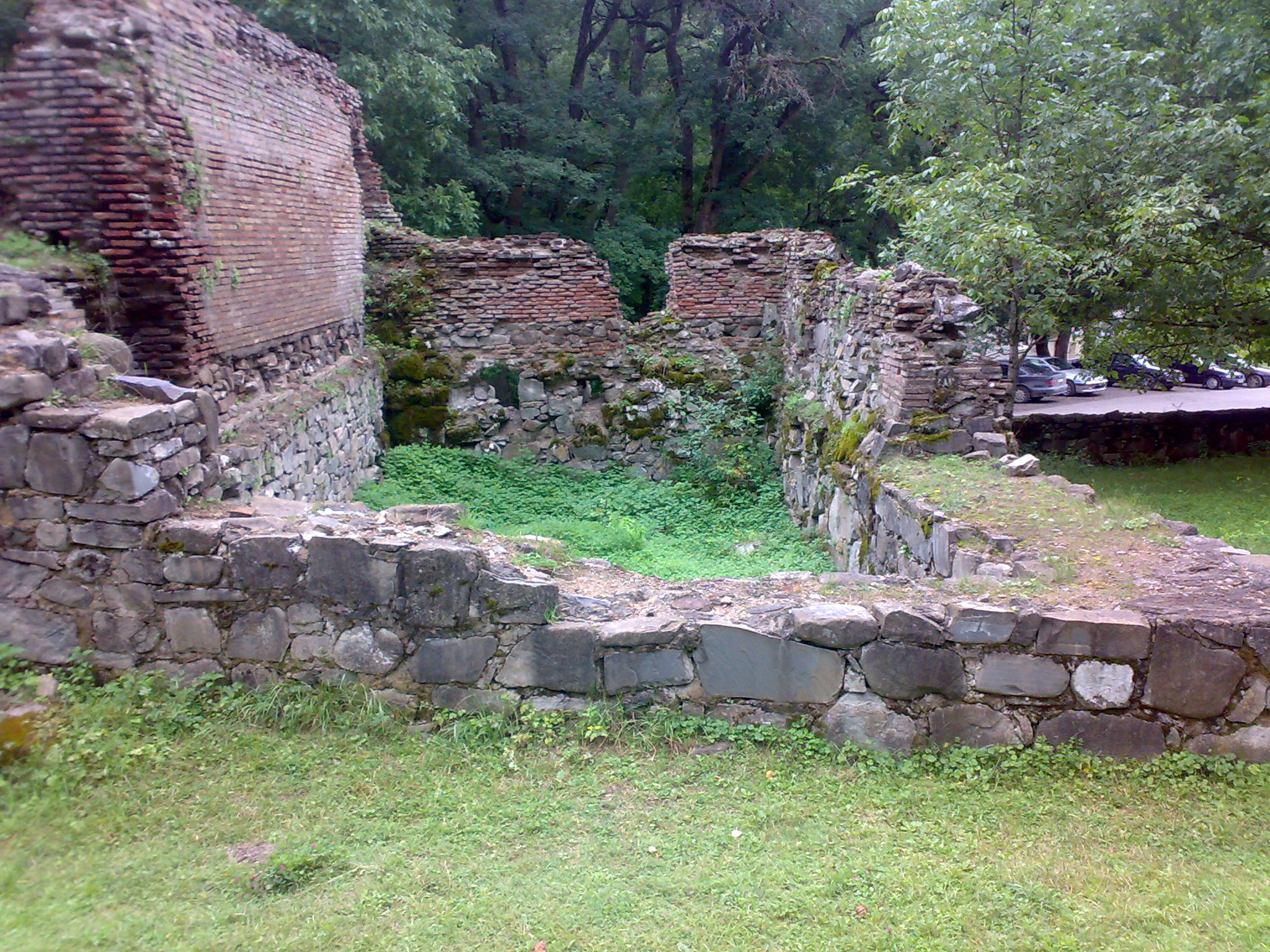
Ruïnes properes al monestir

L'interior va ser decorat amb pintura al fresc, com a mínim, a partir de 1220. Els murals de Timotesubani són coneguts per la vivacitat i complexitat del programa iconogràfic. E. Privalova i els seus col·legues van netejar i estudiar aquests frescs en la dècada del 1970 i els van sotmetre a un tractament d'emergència i conservació amb l'ajut del Fons Mundial de Monuments i la Fundació Samuel H. Kress en la dècada del 2000.
Les restes dels antics edificis del monestir pertanyen als segles X-XI i se situen al nord del temple principal. També n'hi ha una petita església de pedra del segle xi. Hi ha ruïnes d'alguns edificis residencials que encara romanen al territori del monestir.

## Galeria dels frescs

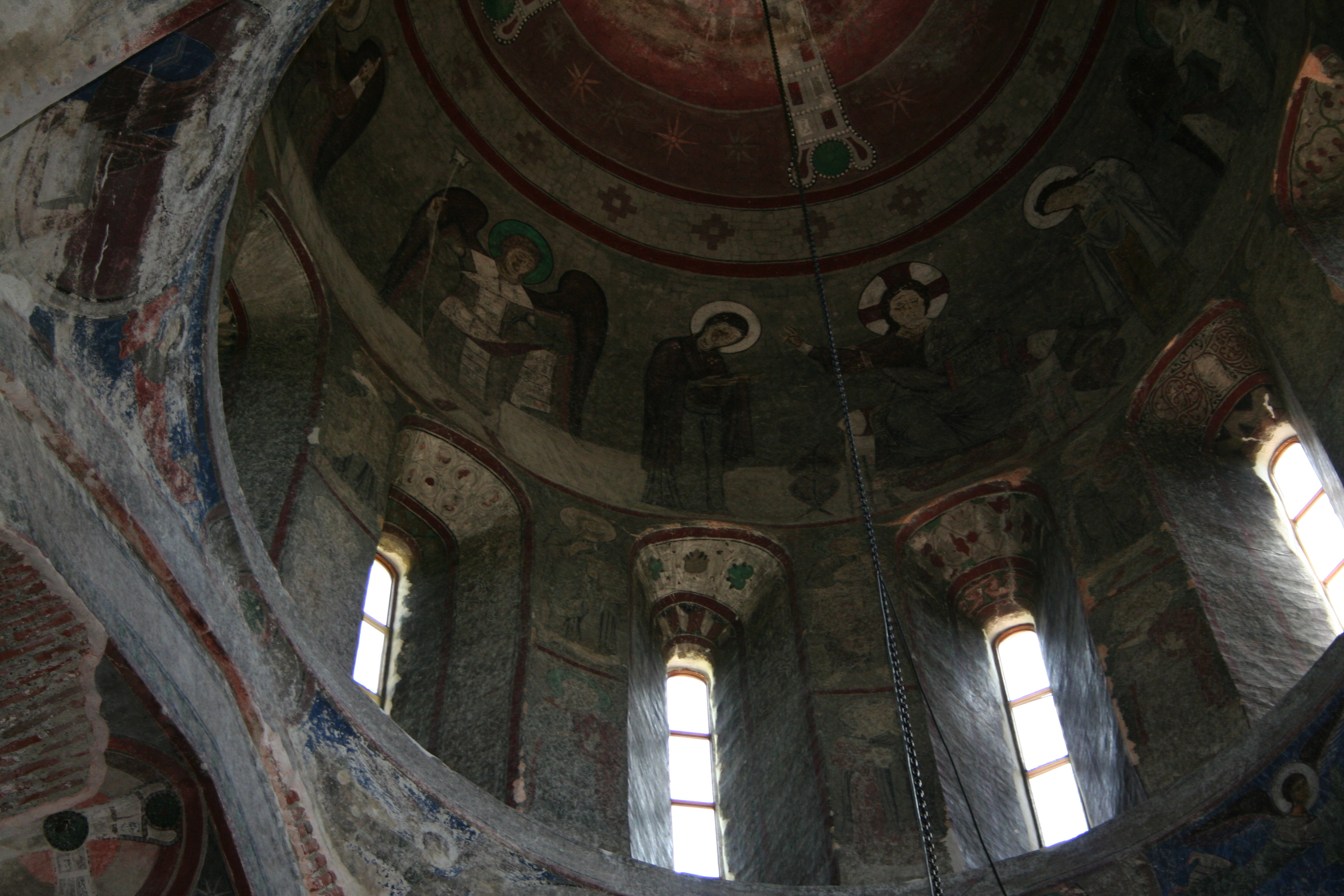
Cúpula
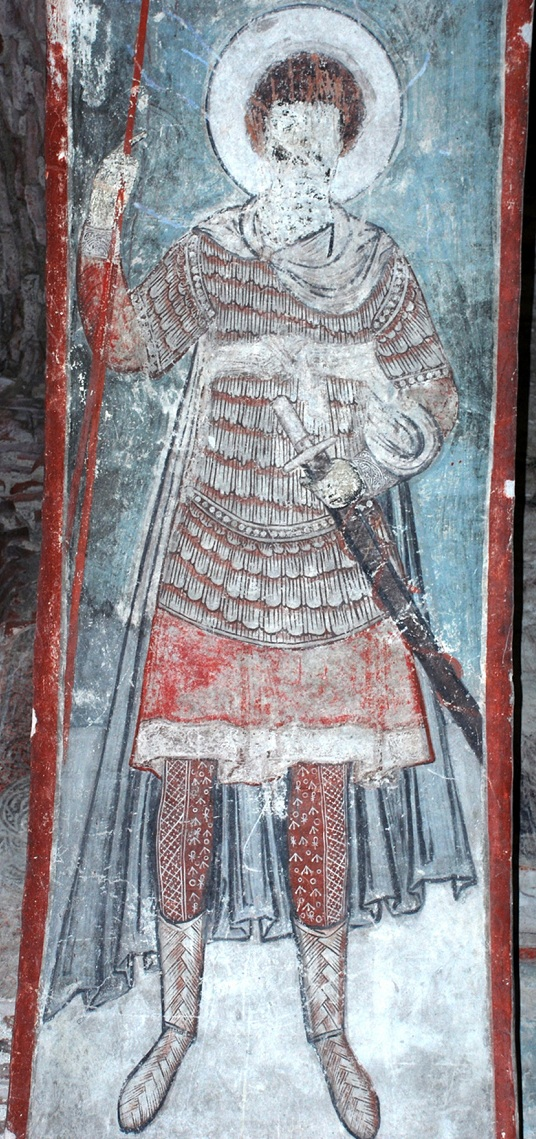
Mural d'un sant guerrer
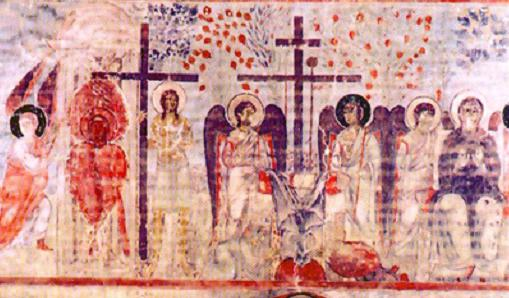
Mural del segle xiii